# Hayes Center
Hayes Center er en amerikansk by og administrativt centrum for det amerikanske county Hayes County i staten Nebraska. I 2000 havde byen et indbyggertal på 224.
40°30′41″N 101°01′14″V / 40.5114°N 101.0206°V